# Talsperre Soyang
Die Talsperre Soyang (bzw. Soyanggang) ist eine Talsperre mit Wasserkraftwerk in der Provinz Gangwon-do, Südkorea. Sie staut den Soyang zu einem Stausee auf. Das zugehörige Kraftwerk hat eine installierte Leistung von 200 MW. Ein paar Kilometer flussabwärts liegt die Stadt Chuncheon.
Erste Planungen zur Errichtung der Talsperre wurden 1966 durchgeführt. Mit dem Bau der Talsperre wurde 1967 begonnen; sie wurde 1973 fertiggestellt. Die Talsperre dient neben der Stromerzeugung auch dem Hochwasserschutz und der Trinkwasserversorgung. Sie ist im Besitz der Korea Water Resources Corporation (K-Water).

## Absperrbauwerk
Das Absperrbauwerk ist ein Steinschüttdamm mit einer Höhe von 123 m. Die Länge der Dammkrone beträgt 530 m. Die Dammkrone liegt auf einer Höhe von 203 m über dem Meeresspiegel. Das Volumen des Bauwerks beträgt 9,6 Mio. m³.
Die Hochwasserentlastung befindet sich auf der linken Seite des Staudamms. Das Bemessungshochwasser wurde ursprünglich mit 12.392 m³/s berechnet; aufgrund von extremen Regenfällen, die 1984 und 1990 auftraten, wurde das Bemessungshochwasser mit 20.715 m³/s neu bestimmt.

## Stausee
Beim normalen Stauziel von 193,5 m  (max. 198 m bei Hochwasser) erstreckt sich der Stausee über eine Fläche von rund 70 km² und fasst 2,9 Mrd. m³ Wasser.

## Kraftwerk
Das Kraftwerk verfügt mit 3 Francis-Turbinen über eine installierte Leistung von 200 MW. Die durchschnittliche Jahreserzeugung liegt bei 353 Mio. kWh. Das Maschinenhaus befindet sich auf der rechten Flussseite am Fuß der Staumauer.
Die Fallhöhe beträgt 90 m. Der maximale Durchfluss liegt bei 251 m³/s.